# Корраль-де-Калатрава
Корраль-де-Калатрава (ісп. Corral de Calatrava) — муніципалітет в Іспанії, у складі автономної спільноти Кастилія-Ла-Манча, у провінції Сьюдад-Реаль. Населення — 1221 особа (2010).
Муніципалітет розташований на відстані близько 180 км на південь від Мадрида, 19 км на південний захід від Сьюдад-Реаля.

## Демографія
Динаміка населення (INE ):

## Галерея зображень

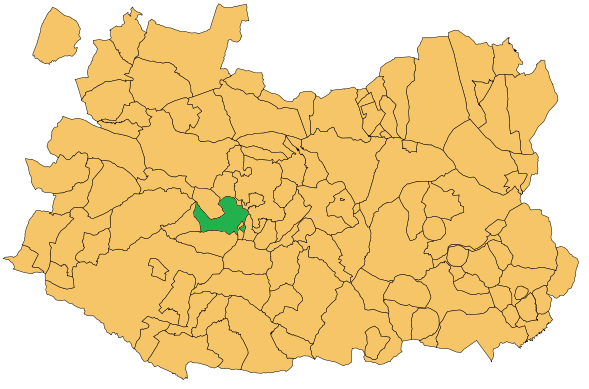
Розташування муніципалітету у провінції Сьюдад-Реаль
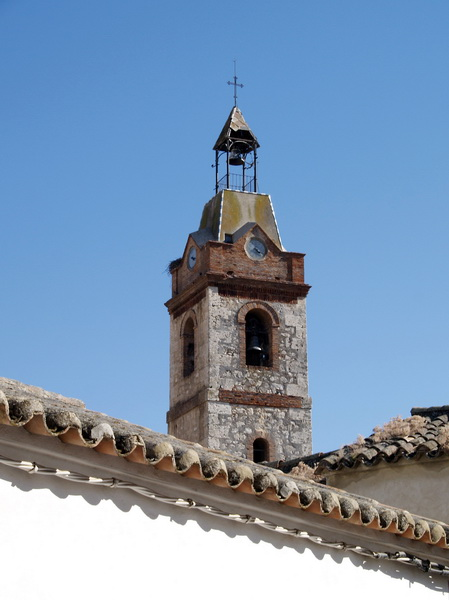
Церква Нуестра-Сеньйора-де-ла-Анунсіасьйон